# El Rourell
El Rourell är en kommun i Spanien.   Den ligger i provinsen Província de Tarragona och regionen Katalonien, i den östra delen av landet, 400 km öster om huvudstaden Madrid. Antalet invånare är 401. Arean är 2,3 kvadratkilometer. El Rourell gränsar till La Masó, Vallmoll, El Morell, Vilallonga del Camp, Perafort och Alcover. 
Terrängen i El Rourell är platt.